# Ride It (canción de Geri Halliwell)
«Ride It» es el primer sencillo del tercer álbum de Geri Halliwell, Passion. Lanzado el 22 de noviembre de 2004, este sencillo fue el primer sencillo de Geri en ser lanzado en tres años. Fue incluido en Now That's What I Call Music! 60. 

## Información de la canción
Geri sacó el "Halliwell" de su nombre y se dio a conocer mejor cómo la diva con estilo "Geri" para su lanzamiento de este disco. Con fuerte competencia con Girls Aloud, Destiny's Child y Lemar resultó en una lista final en el número cuatro (desde una posición de mitad de semana en el número dos), con 19,196 copias, y fue el mejor sencillo más vendido en la posición número 143 en el 2004. El sencillo fue muy popular en Europa, Asia y Sudamérica, especialmente en los clubes. Un remix de la canción fue más tarde incluido en muchas compilaciones de Dance en Estados Unidos y tuvo una gran exposición en los canales de música, especialmente en MTV Europa dónde "Making The Video" fue mostrado para promocionar el sencillo. El Hex Hector 12 Remix fue también incluido en el soundtrack de la quinta y última temporada de Queer as Folk. Simon Cowell criticó el vídeo musical del sencillo en ITV's CD:UK diciendo, "Sí yo fuera su sello discográfico y ese vídeo llegara a mi escritorio lo tiraría a la basura."

## Formatos y listado de canciones
Estos son los formatos y listado de canciones para el lanzamiento del sencillo de "Ride It".
UK CD1

(SINCD69; Lanzado: 22 de noviembre de 2004)
1. «Ride It» - 3:46
2. «It's Raining Men» - 4:18

UK CD2

(SINDX69; Lanzado: 22 de noviembre de 2004; Edición Limitada Especial incluyendo cuatro tarjetas postales)
1. «Ride It» - 3:46
2. «Ride It» (Hex Hector 7" Mix) - 3:45
3. «Ride It» (Ian Masterson Extended) - 6:33
4. «Ride It» (Maloney Remix) - 5:35

UK 12" Vinyl

(SINT69; Lanzado: 22 de noviembre de 2004; Foto del disco)
Lado A
1. «Ride It» (Hex Hector 12" Mix) - 7:47

Lado B
1. «Ride It» (Full Intention Mix) - 8:10

UK CD1 Promo

(SINCDJ69; Lanzado: 2004)
1. «Ride It» - 3:46

UK CD2 Promo

(SINCDJX69; Lanzado: 2004)
1. «Ride It» (Hex Hector 12" Mix) - 7:47
2. «Ride It» (Ian Matserson Extended) - 6:33
3. «Ride It» (Full Intention Mix) - 8:10
4. «Ride It» (Hex Hector 7" Mix) - 3:45

UK CDr Promo

(Lanzado: 10 de noviembre de 2004)
1. «Ride It» (TV Edit) (Playback) - 3:29

UK 12" Vinyl Promo

(SINTDJ69; Lanzado: 2004)
Lado A
1. «Ride It» (Full Intention Mix) - 8:10

Lado B
1. «Ride It» (Full Intention Dub) - 6:58

EUR CD

(8169642/8169682; Released: 6 de diciembre de 2004; Jewel/Wallet Case)
1. «Ride It» - 3:46
2. «It's Raining Men» - 4:18

EUR CD

(8169652; Lanzado: 6 de diciembre de 2004)
1. «Ride It» - 3:46
2. «Ride It» (Hex Hector 7" Mix) - 3:45
3. «Ride It» (Ian Masterson Extended) - 6:33
4. «Ride It» (Maloney Remix) - 5:35

AUS CD

(724381696521; Lanzado: 28 de febrero de 2005)
1. «Ride It» - 3:46
2. «Ride It» (Hex Hector 7" Mix) - 3:45
3. «Ride It» (Ian Masterson Extended) - 6:33
4. «Ride It» (Maloney Remix) - 5:35

## Posiciones
| Lista (2004/2005)               | Posición |
| ------------------------------- | -------- |
| Australian Singles Chart        | 63       |
| Ö3 Austria Top 40               | 55       |
| Belgian Tip Chart (Flandes)     | 3        |
| Belgian Tip Chart (Valonia)     | 6        |
| European Hot 100 Singles        | 19       |
| German Singles Chart            | 73       |
| Irish Singles Chart             | 19       |
| Productores de Música de España | 3        |
| Suiza                           | 63       |
| UK Singles Chart                | 4        |

### Listas de fin de año
| Lista (2004)     | Posición |
| ---------------- | -------- |
| UK Singles Chart | 143      |